# III (EP)
III. (pronuncia-se Tringle) é um single triplo, lançado como o segundo EP da cantora norte-americana JoJo. O tringle consiste em três novas canções, "When Love Hurts", "Save My Soul" e "Say Love". Os singles estrearam no perfil oficial da cantora no SoundCloud em 20 de agosto de 2015 e foram lançados oficialmente no dia seguinte em todas as lojas digitais como prévias de seu terceiro álbum de estúdio, Mad Love (2016).

## Promoção
Antes do lançamento, JoJo apresentou ao vivo as faixas "When Love Hurts" e "Say Love" pela primeira vez no iHeartMedia em 6 de agosto de 2015, e agendou performances intimistas com a participação de seus fãs antes do lançamento oficial do tringle. Posteriormente, apresentou-se em diversos clubes e concedeu entrevistas a diversos veículos como Teen Vogue, Jezebel, VH1, Time e Billboard, dentre outros.
"When Love Hurts" foi oficialmente enviada para as rádios mainstream estadunidenses em 17 de novembro de 2015, sendo este o único single do EP.

## Recepção da Crítica
III. recebeu críticas positivas da mídia especializada. O site SoSo Gay disse que é "uma tipica linha definida de material de uma das cantoras e compositoras mais talentosas desta geração. III. é um conjunto altamente bem sucedido de músicas que agradam muito para seu inevitável novo álbum de estúdio."

## Videoclipe
O primeiro clipe oficial a ser lançado foi para a faixa "When Love Hurts", em 28 de setembro de 2015, através da MTV. Em 27 de outubro de 2015, foi lançado o vídeo para "Say Love". E por último, foi lançado o vídeo para "Save My Soul", em 8 de janeiro de 2016. O vídeo teve direção de Zelda Williams.

## Turnê
Em 5 de outubro de 2015, JoJo anunciou sua segunda grande turnê nacional intitulada "I Am JoJo Tour" através de seu perfil no Twitter. A turnê passou por 23 cidades em toda a América do Norte, iniciando em 2 de novembro no Minneapolis’ Triple Rock Social Club e seguiu até o final do ano, encerrando no aniversário de 25 anos da cantora, em 20 de dezembro, no Hi Ho Lounge em Nova Orleans.

## Faixas
| Edição padrão  |                   |                                                                  |                     |         |  |
| N.º            | Título            | Compositor(es)                                                   | Produtor(es)        | Duração |  |
| 1.             | "When Love Hurts" | Benny Blanco Jason Evigan Ryn Weaver Ammar Malik Daniel Omelio   | Benny Blanco Evigan | 3:35    |  |
| 2.             | "Save My Soul"    | Nikki Flores Anton Malmberg Hård af Segerstad Joy Deb Linnea Deb | The Family          | 3:44    |  |
| 3.             | "Say Love"        | Harmony Samuels Wayne Hector Chloe Angelides                     | Samuels             | 3:38    |  |
| Duração total: | Duração total:    | Duração total:                                                   | Duração total:      | 14:21   |  |

| Faixa bônus do Spotify |                                   |         |  |
| N.º                    | Título                            | Duração |  |
| 4.                     | "The Story of III." (comentários) | 3:21    |  |

## Desempenho
| Música            | Parada (2015-16)                             | Posição |
| ----------------- | -------------------------------------------- | ------- |
| "When Love Hurts" | Estados Unidos (Billboard Hot Singles Sales) | 7       |
| "When Love Hurts" | Estados Unidos (Billboard Pop Digital Songs) | 27      |
| "When Love Hurts" | Estados Unidos (Billboard Dance Club Songs)  | 3       |
| "Save My Soul"    | Estados Unidos (Billboard Pop Digital Songs) | 33      |
| "Say Love"        | Estados Unidos (Billboard Pop Digital Songs) | 34      |

## Histórico de Lançamento
| Região | Data                 | Formato          | Gravadora |
| ------ | -------------------- | ---------------- | --------- |
| Mundo  | 21 de agosto de 2015 | Download digital | Atlantic  |